# مجمع قزاقخانة
مجمع قزاقخانة (بالفارسية: مجموعه قزاقخانه) هو مجمع ومنزل تاريخي يعود إلى عصر القاجاريون ودولة بهلوية، ويقع في طهران.